# دختر جادویی مادوکای ماگیکا
دختر جادویی مادوکای ماگیکا (به انگلیسی: Puella Magi Madoka Magica) مجموعه تلویزیونی انیمه ژاپنی است که توسط Magica Quartet ساخته شده و توسط استودیو شفت تولید شده است. داستان دربارهٔ گروهی از دختران دبیرستانی به رهبری مادوکا کانام است که قراردادهای فراطبیعی می‌بندند تا تبدیل به دخترانی جادویی شوند اما در هنگام نبرد با دشمنان، متوجه رنج و خطر قدرت‌های جدید خود می‌شوند. ده قسمت اول بین ژانویه و مارس ۲۰۱۱ از شبکه تلویزیونی تی‌بی‌اس و شبکه ام‌بی‌اس پخش شد در حالی که دو قسمت پایانی بخاطر وقوع زمین‌لرزه و سونامی ۲۰۱۱ توهوکو تا آوریل همان سال به تعویق افتاد.
دختر جادویی مادوکای ماگیکا با تحسین گسترده منتقدان مواجه شد. رسانه‌ها روایت پیچیده، تصاویر، مضامین، و موسیقی متن و همچنین رویکرد غیر متعارف اثر به عنوان یک زیرژانر دختر جادویی را تحسین کردند و مجموعه به یک موفقیت تجاری بدیل شد. این مجموعه جوایز مختلفی از جمله جایزه تلویزیونی در شانزدهمین مراسر جایزه انیمیشن کوبه و همچنین جایزه بزرگ بخش انیمیشن در پانزدهمین جشنواره هنرهای رسانه‌ای ژاپن در سال ۲۰۱۱ را به خود اختصاص داد.

## داستان
یک دانش آموز دبیرستانی به نام مادوکا کانام و بهترین دوستش، سایاکا میکی، با موجودی کوچک و گربه مانند به نام کیوبی روبرو می‌شوند. گربه به آنها قراردادی را پیشنهاد می‌کند تا در ازای بدست آوردن قدرت جادویی و وظیفه مبارزه با جادوگران، هر آرزویی را برآورده کنند. در همین حال، یک دانشجوی انتقالی و دختر جادویی مرموز به نام هومورا آکمی سعی می‌کند مادوکا را از بستن قرارداد با کیوبی بازدارد. یک دانش آموز انتقالی مرموز جدید به نام مامی به مدرسه مادوکا می‌آید و به آن دو پیشنهاد می‌کند که آنها را در شکار جادوگران خود همراهی کند تا مسئولیت‌های یک دختر جادویی بودن را یاد بگیرند. ناگهان مامی به دست یک جادوگر به مرگ دچار می‌شود و مادوکا متوجه می‌شود که زندگی یک دختر جادویی پر از رنج و درد است و بعدها متوجه می‌شود که دختران جادویی روح خود را تسلیم می‌کنند تا منبع جادوی خود را تشکیل دهند.